# 加藤匡夫
加藤 匡夫（かとう ただお、1916年 - 1996年）は、日本の外交官。外務省経済局長、OECD代表部特命全権大使、駐イギリス特命全権大使、日英協会理事長などを歴任した。正三位勲一等瑞宝章。

## 人物・経歴
東京出身。東京高等学校文科甲類を経て、1937年東京帝国大学法学部政治学科卒業。1948年連絡調整中央事務局連絡調整官。1950年通商産業省通商局市場第二課長。1955年外務省経済局第四課長。1956年外務省経済局第一課長。同年外務省経済局外務参事官。1959年在アメリカ合衆国日本国大使館参事官。
1963年外務省経済局次長。1966年外務省経済局長。1967年経済協力開発機構日本政府代表部特命全権大使。1970年駐メキシコ特命全権大使。1971年兼駐ハイティ特命全権大使。1974年国際連合世界食糧会議日本政府代表。1975年国際連合工業開発機関総会日本政府代表。同年依願退官、外務大臣官房審議官。同年駐連合王国特命全権大使。
1980年国際連合工業開発機関総会日本政府代表。1985年経済審議会委員。住友金属工業顧問、日英協会理事長、サントリー顧問、日英賢人会議（日英2000年委員会）日本側座長、北アイルランド工業開発庁顧問なども歴任した。1988年大英帝国名誉騎士勲章及び、勲一等瑞宝章受章。1996年叙正三位。

## 著書
- 『遣英三たび : 外交官つれづれ草』筑摩書房 1988年